# Épiais-Rhus
Épiais-Rhus ist eine französische Gemeinde mit 607 Einwohnern (Stand 1. Januar 2022) im Département Val-d’Oise der Region Île-de-France; sie gehört zum Arrondissement Pontoise und zum Kanton Pontoise. Die Einwohner nennen sich Epiais-Rhussiens bzw. Epiaises-Rhussiennes.

## Geographie
Die Gemeinde Épiais-Rhus befindet sich 35 Kilometer nordwestlich von Paris. Sie liegt im Regionalen Naturpark Vexin français.
Nachbargemeinden von Épiais-Rhus sind Grisy-les-Plâtres im Nordwesten, Theuville im Norden, Vallangoujard im Osten, Livilliers im Südosten sowie Génicourt im Süden.

## Geschichte
Gallo-römische Funde bezeugen eine frühe Besiedlung des Ortes. Auf der 50 Hektar großen Ausgrabungsfläche, die zum Teil auf der Gemeinde Vallangoujard liegt, wurden Reste eines Theaters, von Thermen, eines römischen Tempels, eines Forums, einer Nekropole und anderen Gebäuden gefunden. Die Kleinfunde befinden sich im Musée archéologique départemental du Val-d’Oise in Guiry-en-Vexin.

## Bevölkerungsentwicklung

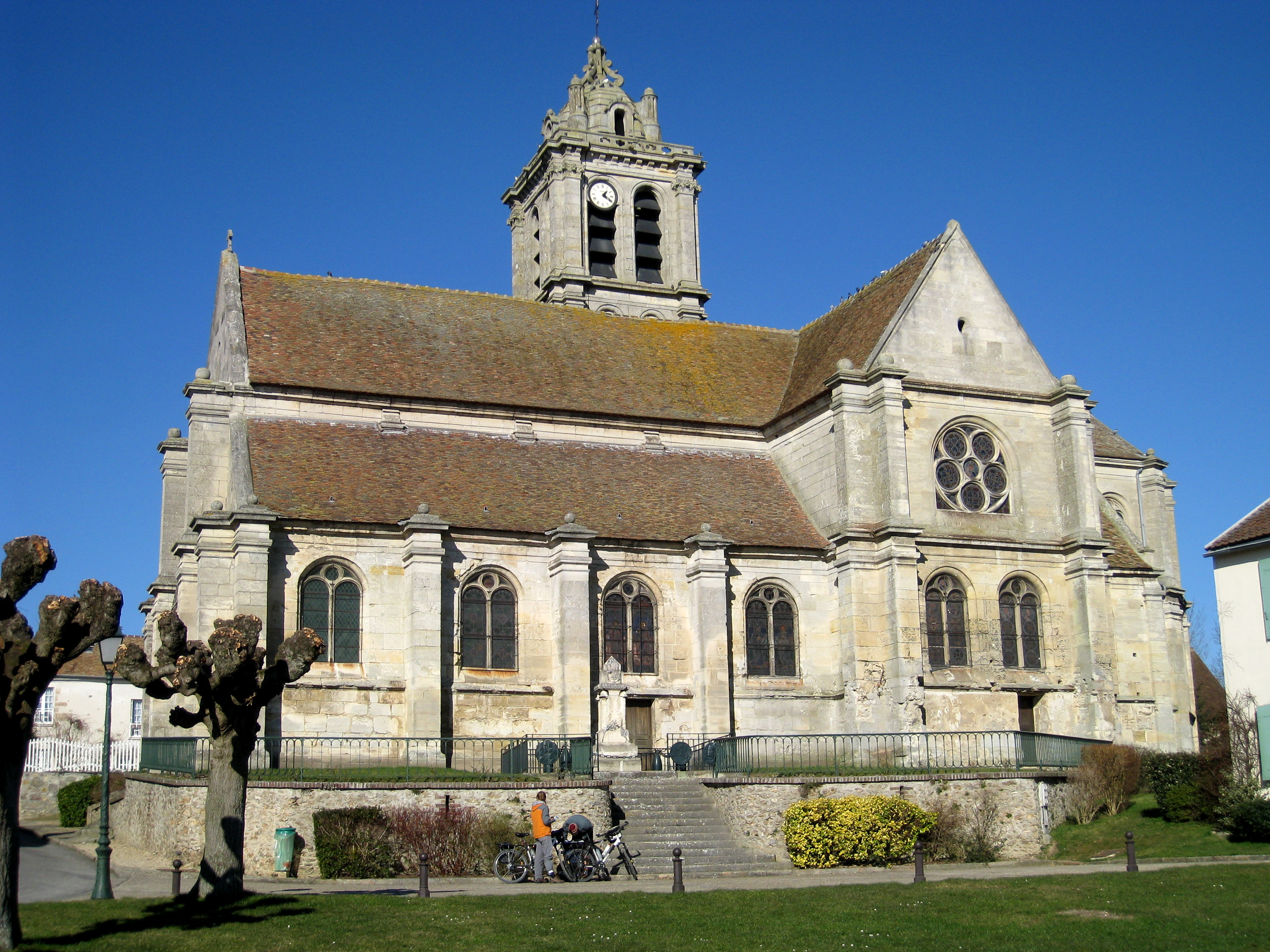
Kirche Notre-Dame

| Jahr      | 1962 | 1968 | 1975 | 1982 | 1990 | 1999 | 2006 |
| Einwohner | 293  | 324  | 385  | 452  | 529  | 636  | 621  |

## Sehenswürdigkeiten
- Kirche Notre-Dame, erbaut im 16./17. Jahrhundert (Monument historique)[1]
- Gallo-römische Ausgrabungen (Monument historique)[2]

## Persönlichkeiten
- Benjamin Godard (1849–1895), französischer Komponist, der sich oft im Ort aufhielt
- Rodolphe Fornerod (1877–1953), Schweizer Maler, lebte und starb in Épiais-Rhus
- André Deslignères (1880–1968), französischer Graveur und Verleger